# الوكالة الدانماركية للتنمية الدولية
الوكالة الدانماركية للتنمية الدولية ، هي العلامة التجارية التي تستخدمها وزارة الشؤون الخارجية الدانمركية عندما تقدم المساعدات الإنسانية والمساعدة الإنمائية إلى بلدان أخرى، مع التركيز على البلدان النامية. لا يوجد تميز لـلوكالة داخل الوزارة.

## أصل الاسم
اسم المنظمة كان في الأصل دانيد . في الأساطير اليونانية، وبنات دانوس كانت بنات داناوس الذي قتل أزواجهن وأدانتها لملء حوض الاستحمام بالماء لغسل ذنوبهم. لأن الدلاء التي أعطيت لهم للقيام بذلك كانت في الواقع غربال، فقد عملوا إلى الأبد في طرطوس دون إحراز أي تقدم. لهذا السبب، تم تغيير اسم وكالة المساعدات من دانيد إلى دانيدا في اللحظة الأخيرة عندما تم اكتشاف هذا الدلالة المؤسفة. ظهر مصطلح دانيدا في عام 1963.

## نظرة عامة
تقدم الدانمرك المساعدة الإنمائية منذ نهاية الحرب العالمية الثانية. إنها واحدة من خمس دول في العالم تحقق هدف الأمم المتحدة المتمثل في منح 0.7٪ من إجمالي الدخل القومي للمساعدة الإنمائية. في عام 2011، صرفت الدانمرك حوالي 15.753 مليار كرونة دنماركية (2.98 مليار دولار أمريكي) كمساعدة إنمائية لبلدان في إفريقيا وآسيا وأمريكا اللاتينية والشرق الأوسط وجيران الدنمارك في الاتحاد الأوروبي. في عام 2009، عملت دانيدا في تعاون وثيق مع الفائز بجائزة الحكومة الهندية بادمسري، مترانيكيتان فيسواناثان، ومؤسسة ميترانيكتان المرموقة. علاوة على ذلك، تعمل دانيدا بالتعاون مع العديد من المنظمات غير الحكومية الدانمركية مثل المعونة الطبية العالمية.

## مناطق تركيز الوكالة
تركز الوكالة في عملها على أربعة اهتمامات:
- حقوق الانسان والديمقراطية
- النمو الأخضر
- تقدم اجتماعي
- الاستقرار والحماية.

اعتبارًا من عام 2015، شاركت دانيدا في ما مجموعه 73 دولة ومنطقة في جميع أنحاء العالم، مع 21 دولة ذات أولوية عالية. معظم الدول ذات الأولوية هي من بين أفقر دول العالم، وتقع في أفريقيا وآسيا.
القطاعات التي تحصل على أكبر قدر من الدعم الثنائي المالي هي الحكومة والمجتمع المدني، والمساعدات الإنسانية، بنحو 28 ٪ و 14 ٪ على التوالي.
يتم تحقيق معظم أهداف مشاريع دانيدا ، بمعدل نجاح سنوي يتراوح بين 79 ٪ و 88 ٪ منذ عام 2005.

## التاريخ
تم توجيه المساعدة الإنمائية الدانمركية في الخمسينيات تقريبًا بشكل حصري عبر الأمم المتحدة. في عام 1962، أنشأت الدنمارك أول برنامج للمساعدة الإنمائية الثنائية للبلدان النامية تحت إشراف وزارة الخارجية. في عام 2010، ذهب حوالي 40 ٪ من المساعدات الثنائية التي قدمتها الدنمارك إلى القطاعات الاجتماعية، بما في ذلك التعليم والصحة. تعمل دانيدا أيضًا بالتعاون مع الأمم المتحدة والبنك الدولي وبنوك التنمية الإقليمية والاتحاد الأوروبي.

## روابط خارجية
- الموقع الرسمي
- ديسمبر 2011 التقرير السنوي لوزارة الخارجية الدنماركية
- موقع وزارة الخارجية الدنماركية
- يجب على المنظمات غير الحكومية أن تنتقد أساس سياسات التنمية للحكومة الدنماركية